# Kain Rivers
Kirył Dmitriewicz Rogowiec-Zakon, znany pod pseudonimem Kain Rivers (ur. 25 czerwca 2004 w Kijowie, Ukraina) – ukraińsko-rosyjski piosenkarz.

## Życiorys
Kirył urodził się 25 czerwca 2004 r. w Kijowie. Ojciec – biznesmen i inwestor Dmitrij Zakon, który jest również jego producentem.
Kirył zaczął śpiewać w wieku trzech lat. Wykonuje piosenki w języku ukraińskim, rosyjskim, angielskim, hiszpańskim i chińskim.
W 2017 r. został półfinalistą „Dziecięcej Nowej Fali”, uczestnikiem pierwszego sezonu reality show „Mam Talent” na kanale Muz-TV, a także nominowanym do premium „Kinder MUZ Awards” w kategorii „Piosenkarz Roku” na kanale Muz-TV.
Brał udział w festiwalach muzycznych „Atlas Weekend 2017”, „Majówka Live 2018” od kanału Muzyka 1, „Pokolenie NEXT” od radia KIDSFM, „VK Fest”, „Wideo-Upał”, „Bashka Kids Awards 2018” od Open Kids, „FIFA FanFest 2018” w Petersburgu i innych.
W 2018 roku został półfinalistą festiwalu „Gry Czarnomorskie” w Skadowsku.
Zwycięzca ludowego głosowania w finale krajowej rundy kwalifikacyjnej „Eurowizji dla Dzieci 2018” z Ukrainy z piosenką „Without Saying Goodbye”.
Półfinalista trzeciego sezonu ukraińskiego projektu telewizyjnego „Głos. Dzieci” na kanale 1+1 w zespole Potapa.
Uczestnik piątego sezonu „Głos. Dzieci”  na Pierwszym kanale w zespole Basti.
Zwycięzca programu Muz-Rozkrutka na kanale Muz-TV.
W sierpniu 2018 r. wydał swój debiutancki album „Gwiazda” z 12 pieśniami.
Jesienią 2018 roku ukazał się drugi album - „Muzyka i ty”.

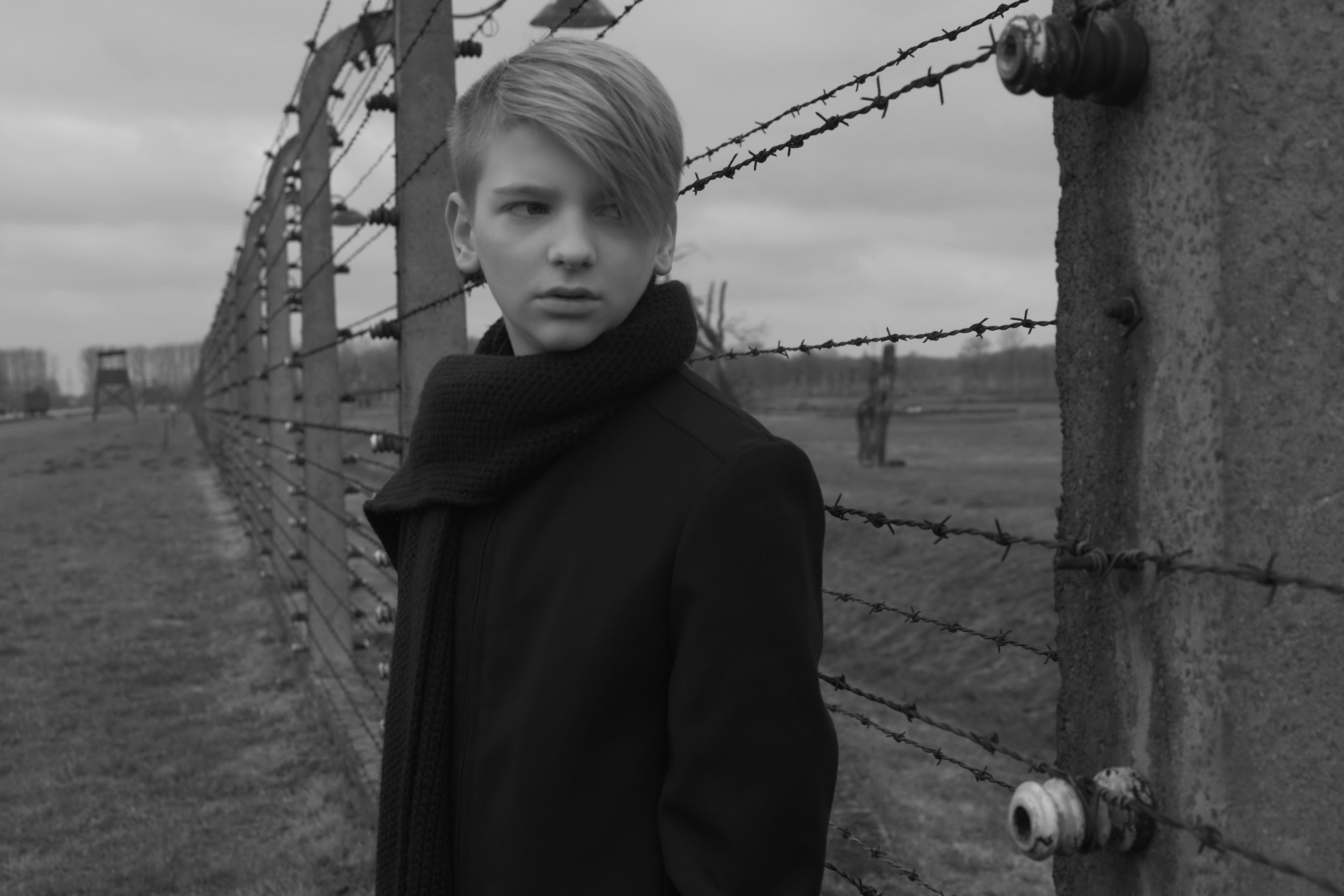
Nakręcenie filmu „Pamietamy” („We Remember”), obóz śmierci Auschwitz-Birkenau, Polska, grudzień 2018

W 2018 roku wystąpił w roli głównej w krótkim filmie „Pamietamy” (WeRemember) poświęconym Holokaustowi. Praca znajduje się na liście stałych adaptacji izraelskiego narodowego pomnika Katastrofy (Holokaustu) i heroizmu „Jad Waszem”.
W lutym 2019 r. ukazał się trzeci album „Zraniona bestia”.
W kwietniu 2019 r. uczestniczył w programie „Wieczorny Urgant”.
W kwietniu 2019 r. wystąpił z koncertem podczas wieczornego show „Murzylki LIVE” na Autoradio.
W 2019 roku dla albumu „Believe” Kirył nagrał piosenkę „Faded” z piosenkarką Poliną i DJ-ami z Digital Farm Animals, a także piosenkę „Be My Nirvana” z Filatov & Karas.
Piosenki w wykonaniu Kiryła zajmowały pierwsze miejsca na kilku listach przebojów.
Wydał ponad 50 klipów wideo.

## Dyskografia

### Albumy
- 2018 – „Звезда” („Gwiazda”) (Make It Music, The Orchard)
- 2018 – „Музыка и ты” („Muzyka i ty”) (Make It Music, The Orchard)
- 2019 – „Раненый зверь” („Zraniona bestia”) (Make It Music, The Orchard, Warner Music Group)
- 2019 – „Believe” (Warner Music Group)

### Kolekcje
- 2018 – „Прекрасное далеко” („Piękne daleko”) (Kain Rivers production)

### Single

#### Jako główny artysta
| Rok                                                      | Tytuł                                                             | Pozycja na liście przebojów | Pozycja na liście przebojów |
| Rok                                                      | Tytuł                                                             | WNP                         | WNP                         |
| Rok                                                      | Tytuł                                                             | (Youtube)                   | (Radio + YouTube)           |
| -------------------------------------------------------- | ----------------------------------------------------------------- | --------------------------- | --------------------------- |
| 2017                                                     | „Море” („Morze”)                                                  | –                           | –                           |
| 2017                                                     | „Посвящение” („Dedykacja”)                                        | –                           | –                           |
| 2017                                                     | „В небо” („W niebo”)                                              | –                           | –                           |
| 2017                                                     | „Снежная” („Śnieżna”)                                             | –                           | –                           |
| 2017                                                     | „Помним” („Pamiętamy”)                                            | –                           | –                           |
| 2018                                                     | „We Remember”                                                     | –                           | –                           |
| 2018                                                     | „8 чудо” („8 cud”) (gościnnie: NEBO5)                             | –                           | –                           |
| 2018                                                     | „Ты пахнешь летом” („Pachniesz latem”)                            | –                           | –                           |
| 2018                                                     | „Сила” („Moc”)                                                    | –                           | –                           |
| 2018                                                     | „Ей со мной круто„ („Ze mną ona czuje się fajnie”)                | –                           | –                           |
| 2018                                                     | 冷心 \| „Frozen heart” („Lodowe serce”) (wersja chińska)          | –                           | –                           |
| 2018                                                     | 酒窝I „Dimples” („Dołeczki”) (wersja chińska)                     | –                           | –                           |
| 2018                                                     | „Chupa Chups”                                                     | –                           | –                           |
| 2018                                                     | „Были или нет” („Byli czy nie”)                                   | –                           | –                           |
| 2018                                                     | „Без прощання” („Bez pożegnania”)                                 | –                           | –                           |
| 2018                                                     | „Жадно” („Pożądliwie”)                                            | –                           | –                           |
| 2018                                                     | „Океан” („Ocean”)                                                 | –                           | –                           |
| 2018                                                     | „Сказочный сюжет” („Fabuła bajkowa”) (gościnnie Dana i Mohammeda) | –                           | –                           |
| 2018                                                     | „Раненый зверь” („Zraniona bestia”)                               | 60                          | 608                         |
| 2019                                                     | „Tothesky”                                                        | –                           | –                           |
| 2019                                                     | „Dying without you”                                               | –                           | –                           |
| 2019                                                     | „Comeback”                                                        | –                           | –                           |
| 2019                                                     | „Dreams”                                                          | –                           | –                           |
| 2019                                                     | „Far far away”                                                    | –                           | –                           |
| 2019                                                     | „I am a rebel”                                                    | –                           | –                           |
| 2019                                                     | „Faded”                                                           | –                           | –                           |
| 2019                                                     | „Without Saying Goodbye”                                          | –                           | –                           |
| 2019                                                     | „Believe”                                                         | –                           | –                           |
| 2019                                                     | „Middle of the Night”                                             | –                           | –                           |
| 2019                                                     | „Moving slowly”                                                   | –                           | –                           |
| 2019                                                     | „Kind Of Love”                                                    | –                           | –                           |
| 2019                                                     | „Te Amo”                                                          | –                           | –                           |
| 2020                                                     | „Малышка”                                                         | –                           | –                           |
| 2020                                                     | „Иду сквозь дождь”                                                | –                           | –                           |
| 2020                                                     | „Rivers Party”                                                    | –                           | –                           |
| 2020                                                     | „Отпусти II”                                                      | –                           | –                           |
| 2020                                                     | „Улетаю”                                                          | –                           | –                           |
| 2020                                                     | „О жизни”                                                         | –                           | –                           |
| „–” oznacza, że singel nie był notowany na danej liście. |                                                                   |                             |                             |

#### Jako artysta gościnny
| Rok  | Tytuł                                                     | Pozycja na liście przebojów | Pozycja na liście przebojów |
| Rok  | Tytuł                                                     | RUS (Youtube)               | RUS (Radio + YouTube)       |
| ---- | --------------------------------------------------------- | --------------------------- | --------------------------- |
| 2020 | „Be My Nirvana” (Filatov & Karas, gościnnie: Kain Rivers) | 723                         | 651                         |